# Daugilė Šarauskaitė
Daugilė Šarauskaitė (ur. 27 września 1996 w Szawlach) – litewska koszykarka występująca na pozycji środkowej, reprezentantka Litwy, obecnie zawodniczka Kibirkstis-MRU Wilno.
20 lipca 2019 została zawodniczką Energi Toruń. W styczniu 2019 opuściła klub, rozwiązując umowę za porozumieniem stron. 10 stycznia została zawodniczką litewskiego Aisčių-LSMU.

## Osiągnięcia
Stan na 16 lutego 2020, na podstawie, o ile nie zaznaczono inaczej.
Drużynowe
- Mistrzyni:
  - Ligi Bałtyckiej (2014)
  - Słowacji (2018)[6]
  - Litwy (2013, 2014)[7][8]
- Zdobywczyni pucharu:
  - Słowacji (2018)[6]
  - Litwy (2013, 2014)[7][8]
- Finalistka pucharu:
  - Litwy (2017[9], 2020[10])
  - Uczestniczka rozgrywek Eurocup (2014/2015, 2017/2018)

Indywidualne
(* – oznacza nagrody przyznane przez portal eurobasket.com)
- Środkowa roku ligi litewskiej (2013, 2017)*[7][9]
- Defensywna zawodniczka roku ligi litewskiej (2015)*[11]
- Zaliczona do*:
  - I składu ligi litewskiej LMKL (2017)[9]
  - II składu ligi:
    - słowackiej (2018)[6]
    - litewskiej (2016)[12]

  - składu honorable mention ligi litewskiej (2014)[8]
- Liderka w blokach ligi: 
  - litewskiej (2013–2017, 2019)[8][11][12][9]
  - słowackiej (2018)[6]

Reprezentacja
- Mistrzyni Europy U–16 dywizji B (2012)
- Wicemistrzyni Europy U–20 dywizji B (2016)
- Brązowa medalistka mistrzostw Europy U–18 dywizji B (2013)
- Uczestniczka:
  - kwalifikacji do Eurobasketu (2017)
  - mistrzostw:
    - świata U–19 (2013 – 12. miejsce)
    - Europy:
      - U–18 (2014 – 13. miejsce)
      - U–20 dywizji B (2015, 2016)
- Liderka mistrzostw świata U–19 w blokach (2013)[13]